# 1741 în literatură
Anul 1741 în literatură a implicat o serie de evenimente și cărți noi semnificative.  

## Cărți noi
- Anonim
  - The Life of Pamela (parodie a romanului Pamela de Samuel Richardson)
  - Pamela Censured
- Geoffrey Chaucer - The Canterbury Tales of Chaucer
- Stephen Duck - Every Man in his Own Way
- Henry Fielding (ca "Mr. Conny Keyber") - An Apology for the Life of Mrs. Shamela Andrews
- Eliza Haywood - The Anti-Pamela; or Feign’d Innocence Detected
- Ludvig Holberg - Niels Klim's Underground Travels
- John Kelly - Pamela's Conduct in High Life (continuare a Pamela)
- Robert Craggs Nugent - An Ode to Mankind
- Alexander Pope cu John Gay și John Arbuthnot - Memoirs of the Extraordinary Life, Works, and Discoveries of Martinus Scriblerus
- Charles Povey - The Virgin in Eden (ficțiune în proză)
- Samuel Richardson
  - Letters Written to and for Particular Friends (sau "Familiar Letters")
  - Pamela; or, Virtue Rewarded vol. iii - iv
- John și Charles Wesley - A Collection of Psalms and Hymns
- Hristofor Zhefarovich - Stemmatographia